# Гончаров Владислав Олегович
Владисла́в Оле́гович Гончаро́в (біл. Уладзісла́ў Але́гавіч Ганчаро́ў, нар. 2 грудня 1995, Вітебськ, Білорусь) — білоруський стрибун на батуті, олімпійський чемпіон 2016 року, чемпіон світу.

## Виступи на Олімпіадах
| Олімпіада           | Дисципліна | Місце |
| ------------------- | ---------- | ----- |
| Ріо-де-Жанейро 2016 | особисті   | 1     |

## Зовнішні посилання
- Владислав Гончаров — олімпійська статистика на сайті Sports-Reference.com (англ.) (архівна версія)

1. ↑  Olympedia — 2006.